# Óscar Núñez (futbolista)
Oscar José Núñez López (Estado Zulia, Venezuela; 13 de julio de 1994) es un futbolista venezolano. Juega de delantero y actualmente esta sin club.

## Trayectoria

### Monagas Sport Club
Para la temporada 2017, se incorpora al Monagas Sport Club por los próximos 2 años, procedente del Deportivo JBL Zulia, como refuerzo de cara al Torneo Apertura 2017. Realizó su debut en la Primera Jornada del Torneo Apertura 2017 ante el Caracas FC. A partir de allí Nuñez jugó regularmente en las primeras 10 jornadas, luego su aparición en el torneo fue prácticamente nula. Debido a su poca cantidad de minutos jugados es cedido por 6 meses al Metropolitanos FC

### Metropolitanos FC
A mediados de junio de 2017 es presentado como nuevo jugador del Metropolitanos FC como refuerzo de cara al Torneo Clausura 2017. El oriundo de Maracaibo es cedido por 6 meses por parte del Monagas SC, con el fin de que retome su mejór nivel

## Clubes

### Juvenil
| Club   | País      | Año       |
| ------ | --------- | --------- |
| Caroni | Venezuela | 2010-2011 |

### Profesional
| Club                       | País      | Año        |
| -------------------------- | --------- | ---------- |
| Yaracuyanos FC             | Venezuela | 2011 -2013 |
| Deportivo Táchira          | Venezuela | 2013-2014  |
| Llaneros FC                | Venezuela | 2014-2015  |
| Deportivo JBL              | Venezuela | 2016       |
| Monagas SC                 | Venezuela | 2017       |
| Metropolitanos FC (cedido) | Venezuela | 2017-2020  |
| Deportivo JBL del Zulia    | Venezuela | 2021-2022  |
| Aragua Fútbol Club         | Venezuela | 2022-2023  |

## Estadísticas
| Equipo                     | Temporada           | Liga doméstica   | Liga doméstica   | Copas doméstica | Copas doméstica | Competición extranjera | Competición extranjera | Total | Total |
| Equipo                     | Temporada           | PJ               | Goles            | PJ              | Goles           | PJ                     | Goles                  | PJ    | Goles |
| Venezuela                  | Venezuela           | Primera División | Primera División | Copa Venezuela  | Copa Venezuela  | CONMEBOL               | CONMEBOL               | PJ    | Goles |
| -------------------------- | ------------------- | ---------------- | ---------------- | --------------- | --------------- | ---------------------- | ---------------------- | ----- | ----- |
| Yaracuyanos FC             | 2011-2012           | 17               | 1                |                 |                 | —                      | —                      | 17    | 1     |
| Yaracuyanos FC             | 20012-2013          | 13               | 0                |                 |                 | —                      | —                      | 13    | 0     |
| Yaracuyanos FC             | Total               | 30               | 1                |                 |                 | —                      | —                      | 30    | 1     |
| Deportivo Táchira (Cesión) | 2013-2014           | 1                | 0                |                 |                 | —                      | —                      | 1     | 0     |
| Deportivo Táchira (Cesión) | Total               | 1                | 0                |                 |                 | —                      | —                      | 1     | 0     |
| LLaneros FC                | 2014-2015           | 21               | 0                |                 |                 | —                      | —                      | 21    | 0     |
| LLaneros FC                | Total               | 21               | 0                |                 |                 | —                      | —                      | 21    | 0     |
| Deportivo JBL              | 2016                | 29               | 5                | 1               | 1               | —                      | —                      | 30    | 6     |
| Deportivo JBL              | Total               | 29               | 5                | 1               | 1               | —                      | —                      | 30    | 6     |
| Monagas SC                 | 2017                | 6                | 0                |                 |                 | —                      | —                      | 6     | 0     |
| Monagas SC                 | Total               | 6                | 0                |                 |                 | —                      | —                      | 6     | 0     |
| Total de su carrera        | Total de su carrera | 87               | 6                | 1               | 1               |                        |                        | 82    | 7     |

## Palmarés

### Campeonatos nacionales
| Título          | Club    | País      | Año  |
| --------------- | ------- | --------- | ---- |
| Torneo Apertura | Monagas | Venezuela | 2017 |